# حقل غاز الشمال
حقل غاز الشمال أو حقل فارس الجنوبي هو حقل غاز طبيعي يقع في الخليج العربي، وحقل غاز الشمال تتقاسمه كل من قطر وإيران، وهو أكبر حقل غاز بالعالم حيث يضم 50.97 ترليون متر مكعب من الغاز، وتبلغ مساحة حقل غاز الشمال نحو 9,700 كيلومتر مربع منها 6,000 في مياه قطر الإقليمية و 3,700 في المياه الإيرانية، اكتُشِفَ الحقل عام 1971 وبدأ الإنتاج فيه عام 1989.ووفقا لوكالة الطاقة الدولية (IEA)، فإن الحقل يحتوي على ما يقدر ب 1800 تريليون قدم مكعب (51 تريليون متر مكعب) من الغاز الطبيعي وحوالي 50 مليار برميل (7,9 مليار متر مكعب) من مكثفات الغاز الطبيعي. في قائمة حقول الغاز الطبيعي لديها احتياطيات قابلة للاسترداد أكثر من جميع المجالات الأخرى. له تأثير جيوستراتيجي كبير.
ويغطي حقل الغاز هذا مساحة قدرها 9,700 كيلومتر مربع (3,700 كيلومتر مربع) منها 3,700 كيلومتر مربع (جنوب بارس) في المياه الإقليمية الإيرانية و 6,000 كيلومتر مربع (القبة الشمالية) في المياه الإقليمية القطرية.
تبلغ إجمالي إحتياطيات الغاز الطبيعي في الحقل 900 ترليون متر مكعب أي ما يمثل 10% من احتياطي الغاز في العالم مما يجعل دولة قطر صاحبة أكبر احتياطي للغاز في العالم بعد كل من روسيا وإيران.